# NMS Mărășești

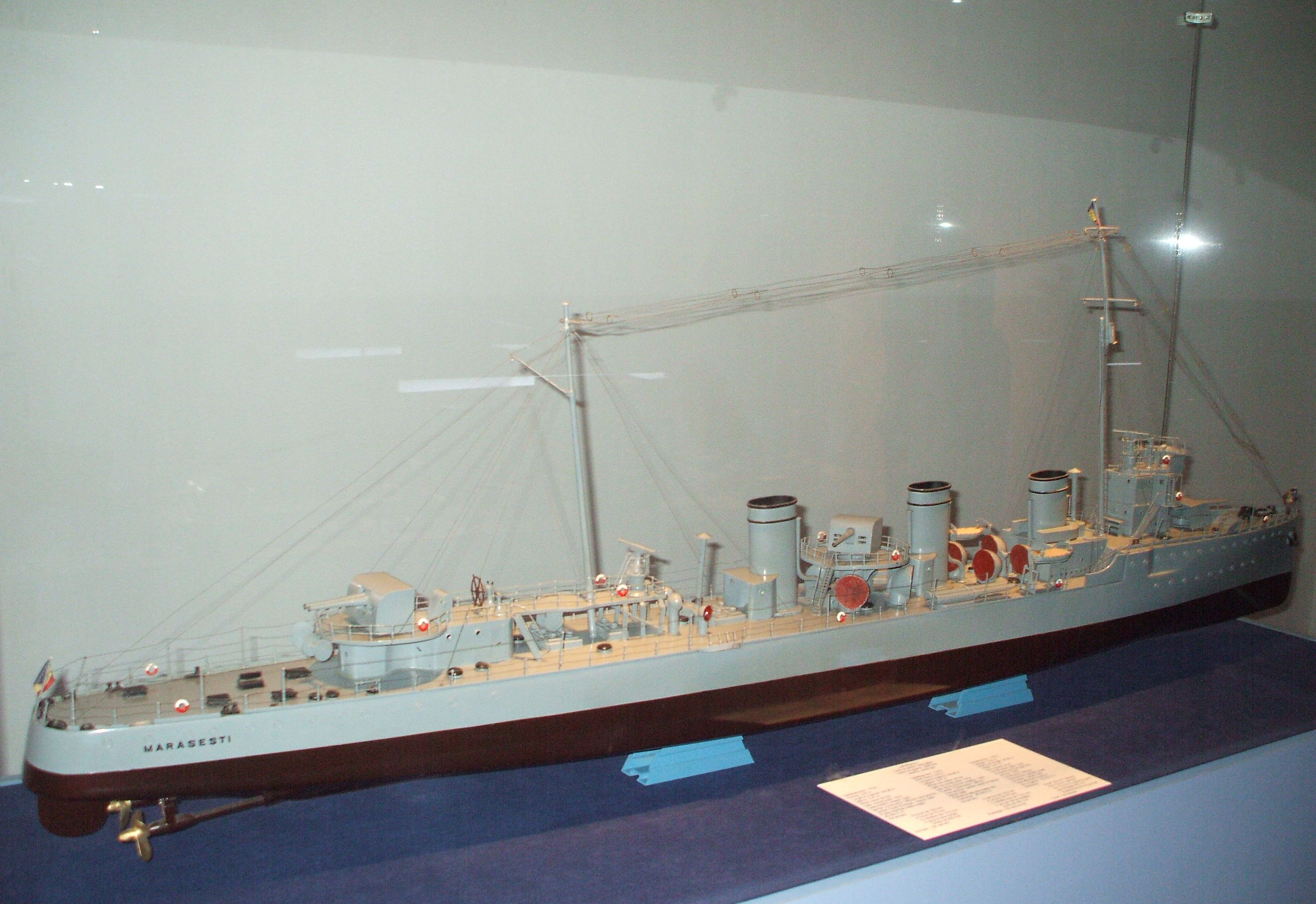
Macheta distrugătorului expusă la Muzeul Marinei Române.

Distrugătorul Mărășești (asul de treflă al Marinei Regale Române) împreună cu distrugătorul Mărăști din clasa Mărăști (tip M), au fost construite în Italia, pentru Marina Regală Română. 
Navele au luptat în ambele Războaie Mondiale, dar sub drapele diferite și au o istorie complexă. 
În 1913 Guvernul României a comandat șantierului naval Pattison din Napoli, Italia.  o clasă de patru distrugătoare mari pe care le-a denumit Vifor, Viscol, Vârtej și Vijelia.
Fiind încă în portul de la Napoli, în 1915 Guvernul italian a rechiziționat cele patru nave, pentru nevoile de război ale Italiei, redenumindu-le Aquila, Falco, Nibbio and Sparviero. 
Pentru că cele patru nave erau semnificativ mai mari, mai puternice și mai rapide decât orice distrugător italian de la acea vreme, ele au fost reclasificate tip Esploratori sau scout cruisers (crucișătoare de cercetare) 
Fiecrare din cele patru nave erau înarmate inițial cu câte 3 tunuri de 152 mm și 4 tunuri de 76 mm. 
După Primul Război Mondial, două din cele 4 nave (Sparviero - Mărăști  și Nibbio - Mărășești) au fost revândute României, și au ajuns în portul Constanța în anul 1920.
Celelate două nave (Aquila și Falco) au fost reținute de către Italia, până când au fost vândute în 1937 facțiunii naționaliste din Spania condusă de Franco. 
Cele 6 tunuri de 152 mm s-au dovedit a nu fi compatibile cu dotările actuale ale Marinei Regale Române și au fost înlocuite cu 3 turele care adăposteau 5 tunuri de 120 mm. 
Ambele nave, redenumite acum Mărăști și Mărășești au participat la Războiul Naval din Marea Neagră (Naval war in the Black Sea) din Al doilea Război Mondial, având responsabilități de apărare ale apelor teritoriale românești, și de a conduce convoaiele cu provizii spre Crimeea și Bosfor. 
Distrugătorul Mărășești a scufundat în iulie 1943 submarinul sovietic M-31 (Soviet M class submarine)  
Ambele nave au fost capturate de către armata sovietică în august 1944, odată cu capitularea României și au fost integrate în Flota Mării Negre a marinei sovietice redenumite cu Lovkiy (Ловкий, ex-Mărăști) și Lyogkiy (Лёгкий, ex-Mărășești), dar au fost returnate României în octombrie 1945, servind în Marina Militară a Republicii Populare Române (Republica Populară Română) cu numele D12 și D11 până în anul 1963 când au fost casate. 
Celalte două distrugătoare Vifor și Viscol (Aquila și Falco) au fost vândute în 1937 Marinei Naționaliste a Spaniei, care avea în acel moment doar un singur distrugător activ (Velasco). 
Au fost redenumite Melilla și Ceuta, și au avut parte de acțiuni de luptă grele în ciuda unei stări precare. 
Pentru a se ascunde faptul că Italia a vândut nave de luptă armatei naționaliste a lui Franco, au fost adesea menționate cu numele de Velasco-Ceuta și Velasco-Melilla.  
După război ambele nave au fost integrate în Marina Spaniolă.